# Helastia corcularia
Helastia corcularia là một loài bướm đêm trong họ Geometridae.